# Llista de monuments de Valls (perifèria)
Llista de monuments de Valls corresponent a la perifèria del municipi de Valls, inclosos en l'Inventari del Patrimoni Arquitectònic Català. Inclou els inscrits en el Registre de Béns Culturals d'Interès Nacional (BCIN) amb la classificació de monuments històrics, els Béns Culturals d'Interès Local (BCIL) de caràcter immoble i la resta de béns arquitectònics integrants del patrimoni cultural català.
| Monument                                                           | Protecció    | Estil/època                        | Localització                                                   | Coordenades                                          | Codi?         | Imatge |
| ------------------------------------------------------------------ | ------------ | ---------------------------------- | -------------------------------------------------------------- | ---------------------------------------------------- | ------------- | --- |
| Granja Doldellops, la Granja                                       | BCIN 1851-MH | Gòtic, barroc, noucentisme XIV     | Valls Partida de la Granja, 46                                 | 41° 17′ 09″ N, 1° 13′ 15″ E / 41.285948°N,1.220721°E | RI-51-0006773 | Granja Doldellops (Valls) · Vegeu més fotos d'aquest monument · Carregueu una nova foto d'aquest monument          |
| Nucli central de Masmolets                                         | BCIL 1988    | Obra popular XII, XIX              | Valls A tres kilòmetres al nord del nucli urbà de Valls        | 41° 18′ 58″ N, 1° 14′ 15″ E / 41.316033°N,1.237438°E | IPA-2379      | Carregueu una nova foto d'aquest monument                                                                          |
| Torre Galimany, Casa de les Punxes, Xalet al Moll de l'Estació     | BCIL 1988    | Modernisme XX                      | Valls Camí del Moll de l'Estació, 10 - c. Francesc Gumà Ferran | 41° 17′ 28″ N, 1° 15′ 30″ E / 41.291245°N,1.258230°E | IPA-2400      | Torre Galimany (Valls) · Vegeu més fotos d'aquest monument · Carregueu una nova foto d'aquest monument             |
| Ermita de Sant Llorenç                                             | BCIL 1988    | Romànic XII                        | Valls C. Picamoixons                                           | 41° 18′ 13″ N, 1° 12′ 50″ E / 41.3036°N,1.21378°E    | IPA-2404      | Carregueu una nova foto d'aquest monument                                                                          |
| La Torratxa                                                        |              | Obra popular XIV                   | Valls Camí de la Torratxa                                      |                                                      | IPA-2406      | Carregueu una nova foto d'aquest monument                                                                          |
| Església de Sant Roc                                               | BCIL 1988    | Barroc XVI                         | Valls Pl. de l'Església, Masmolets                             | 41° 18′ 58″ N, 1° 14′ 15″ E / 41.316105°N,1.237364°E | IPA-2408      | Carregueu una nova foto d'aquest monument                                                                          |
| Edifici al carrer Major 1 de Fontscaldes                           | BCIL 2021    | Noucentisme XX                     | Valls C. Major, 1, Fontscaldes                                 | 41° 20′ 00″ N, 1° 13′ 56″ E / 41.33327°N,1.2322°E    | IPA-2430      | Carregueu una nova foto d'aquest monument                                                                          |
| Cal Puató, Casa Matussera                                          | BCIL 1988    | Modernisme XX                      | Valls C. de la Font, 4, Picamoixons                            | 41° 18′ 14″ N, 1° 12′ 08″ E / 41.30381°N,1.20226°E   | IPA-2431      | Carregueu una nova foto d'aquest monument                                                                          |
| Mon Repós, Masia de les Badies                                     | BCIL 2021    | Noucentisme, modernisme XX         | Valls Ctra. Valls-Montblanc                                    |                                                      | IPA-2436      | Carregueu una nova foto d'aquest monument                                                                          |
| Casa Tallers                                                       | BCIL 2021    | Noucentisme XX                     | Valls C. del Rosari, 21                                        |                                                      | IPA-2437      | Carregueu una nova foto d'aquest monument                                                                          |
| Bosc de Moragas                                                    | BCIL 1988    | Neoclassicisme XVIII               | Valls Camí dels Boscos                                         | 41° 19′ 03″ N, 1° 13′ 36″ E / 41.317453°N,1.226540°E | IPA-2442      | Bosc de Moragas (Valls) · Vegeu més fotos d'aquest monument · Carregueu una nova foto d'aquest monument            |
| Can Peixets, Bosc d'en Peixets                                     | BCIL 1988    | Historicisme XIX                   | Valls Camí del Bosc                                            | 41° 19′ 08″ N, 1° 13′ 32″ E / 41.31895°N,1.22545°E   | IPA-2443      | Carregueu una nova foto d'aquest monument                                                                          |
| Bosc de Ca Batalla o de Ca Valldoví                                | BCIL 1988    | Noucentisme XIX                    | Valls Camí dels Boscos                                         | 41° 18′ 29″ N, 1° 13′ 35″ E / 41.30806°N,1.22652°E   | IPA-2444      | Carregueu una nova foto d'aquest monument                                                                          |
| Masia Cameta                                                       | BCIL 2021    | XIX                                | Valls Camí dels Boscos                                         | 41° 19′ 04″ N, 1° 13′ 43″ E / 41.31769°N,1.22851°E   | IPA-2445      | Carregueu una nova foto d'aquest monument                                                                          |
| Bosc Rodon, Bosc Català, Can de Pins, Ca Diego, Can Rodon          | BCIL 1988    | XIX                                | Valls Camí dels Boscos                                         | 41° 18′ 54″ N, 1° 13′ 47″ E / 41.31505°N,1.22981°E   | IPA-2446      | Carregueu una nova foto d'aquest monument                                                                          |
| Bosc Dalmanu, Can Cases                                            | BCIL 1988    | Eclecticisme, obra popular XIX     | Valls Camí dels Boscos                                         | 41° 19′ 01″ N, 1° 13′ 44″ E / 41.317061°N,1.228887°E | IPA-2447      | Carregueu una nova foto d'aquest monument                                                                          |
| Bosc Can Pallarès, Bosc Can Padró                                  | BCIL 1988    | XIX                                | Valls Camí dels Boscos                                         | 41° 18′ 46″ N, 1° 13′ 35″ E / 41.31275°N,1.22626°E   | IPA-2448      | Carregueu una nova foto d'aquest monument                                                                          |
| Església de Sant Simó                                              | BCIL 1988    | Gòtic, barroc XVII                 | Valls Pl. de l'Església, Fontscaldes                           | 41° 19′ 56″ N, 1° 13′ 56″ E / 41.332183°N,1.232249°E | IPA-2450      | Església de Sant Simó (Valls) · Vegeu més fotos d'aquest monument · Carregueu una nova foto d'aquest monument      |
| Església parroquial de Sant Salvador                               | BCIL 1988    | Historicisme XX                    | Valls C. de l'Església, Picamoixons                            | 41° 18′ 10″ N, 1° 12′ 03″ E / 41.30286°N,1.20094°E   | IPA-2452      | Carregueu una nova foto d'aquest monument                                                                          |
| Ca l'Octavi, Ca Gallissa-Colubí                                    | BCIL 2021    | Neoclassicisme XIX                 | Valls C. de l'Església, 14, Fontscaldes                        | 41° 19′ 56″ N, 1° 13′ 55″ E / 41.33232°N,1.23205°E   | IPA-2453      | Carregueu una nova foto d'aquest monument                                                                          |
| Ca l'Orga de Picamoixons                                           | BCIL 2008    | XIX                                | Valls C. Sant Isidre, 3, Picamoixons                           | 41° 18′ 09″ N, 1° 12′ 04″ E / 41.30244°N,1.20106°E   | IPA-2454      | Carregueu una nova foto d'aquest monument                                                                          |
| La Creu de Cames                                                   |              | XV                                 | Valls C. Creu de Cames - c. Guasch Homs                        | 41° 17′ 18″ N, 1° 14′ 47″ E / 41.288347°N,1.246463°E | IPA-2461      | La Creu de Cames (Valls) · Vegeu més fotos d'aquest monument · Carregueu una nova foto d'aquest monument           |
| Cementiri municipal de Valls                                       | BCIL 1988    | Neoclassicisme XIX                 | Valls Pl. del Cementiri                                        | 41° 17′ 33″ N, 1° 15′ 19″ E / 41.2925°N,1.25522°E    | IPA-8003      | Cementiri municipal de Valls · Vegeu més fotos d'aquest monument · Carregueu una nova foto d'aquest monument       |
| Mas d'en Fidel Dasca                                               | BCIL 1988    | Noucentisme XX Inici               | Valls Boscos de Valls                                          | 41° 18′ 54″ N, 1° 13′ 40″ E / 41.31502°N,1.22774°E   | IPA-8032      | Carregueu una nova foto d'aquest monument                                                                          |
| Bosc Morató, Bosc de Dasca, Can Ferré Bigorra                      | BCIL 1988    | Noucentisme XX Inici               | Valls Boscos de Valls                                          | 41° 18′ 48″ N, 1° 13′ 41″ E / 41.31339°N,1.22796°E   | IPA-8033      | Carregueu una nova foto d'aquest monument                                                                          |
| Vil·la Maria Lluïsa, Bosc Nou                                      | BCIL 1988    | Obra popular XIX                   | Valls Boscos de Valls                                          | 41° 18′ 47″ N, 1° 13′ 27″ E / 41.313028°N,1.224288°E | IPA-8034      | Carregueu una nova foto d'aquest monument                                                                          |
| Bosc de Ca Cusidó, o Vives Català, Can Cusidó, Ca Morató           | BCIL 1988    | Noucentisme XX                     | Valls Boscos de Valls                                          | 41° 18′ 32″ N, 1° 13′ 46″ E / 41.30891°N,1.22946°E   | IPA-8035      | Carregueu una nova foto d'aquest monument                                                                          |
| Casa Martí                                                         |              | Noucentisme XX                     | Valls Boscos de Valls                                          | 41° 18′ 36″ N, 1° 13′ 36″ E / 41.30998°N,1.22657°E   | IPA-8056      | Carregueu una nova foto d'aquest monument                                                                          |
| Bosc Vives Rodon                                                   | BCIL 2021    | Noucentisme, obra popular XX Inici | Valls Boscos de Valls                                          | 41° 18′ 32″ N, 1° 13′ 46″ E / 41.30892°N,1.22945°E   | IPA-8058      | Carregueu una nova foto d'aquest monument                                                                          |
| Can Vila Brics                                                     | BCIL 1988    | Obra popular XX                    | Valls Partida de Sant Llorenç, Boscos de Valls                 | 41° 18′ 26″ N, 1° 13′ 26″ E / 41.30727°N,1.22382°E   | IPA-8059      | Carregueu una nova foto d'aquest monument                                                                          |
| Can Sastre Nou                                                     |              | Obra popular XIX                   | Valls Boscos de Valls                                          |                                                      | IPA-8060      | Carregueu una nova foto d'aquest monument                                                                          |
| Can Pla, Masia dels Arcs                                           |              | Neoclassicisme XVIII               | Valls Boscos de Valls                                          | 41° 18′ 28″ N, 1° 13′ 04″ E / 41.30783°N,1.2179°E    | IPA-8061      | Carregueu una nova foto d'aquest monument                                                                          |
| Can Visiedo                                                        | BCIL 1988    | Noucentisme XX                     | Valls Boscos de Valls                                          | 41° 18′ 28″ N, 1° 13′ 04″ E / 41.30783°N,1.2179°E    | IPA-8062      | Carregueu una nova foto d'aquest monument                                                                          |
| Aqüeducte                                                          |              | Obra popular                       | Valls Al recinte de la sala Kursaal                            | 41° 16′ 51″ N, 1° 15′ 15″ E / 41.28091°N,1.25413°E   | IPA-14709     | Aqüeducte (Valls) · Vegeu més fotos d'aquest monument · Carregueu una nova foto d'aquest monument                  |
| Pont Trencat de Valls                                              |              | Gòtic                              | Valls                                                          | 41° 15′ 45″ N, 1° 13′ 08″ E / 41.26262°N,1.21893°E   | IPA-14710     | Carregueu una nova foto d'aquest monument                                                                          |
| Molí d'en Bella                                                    | BCIL 2021    | Obra popular                       | Valls Esquerra de la Xamora                                    | 41° 16′ 48″ N, 1° 14′ 43″ E / 41.27992°N,1.24527°E   | IPA-14712     | Molí d'en Bella (Valls) · Vegeu més fotos d'aquest monument · Carregueu una nova foto d'aquest monument            |
| Molí de la Font d'en Bosch                                         | BCIL 2021    | Obra popular XIIIXIV               | Valls Partida Irles                                            | 41° 16′ 50″ N, 1° 14′ 40″ E / 41.280510°N,1.244474°E | IPA-14713     | Molí de la Font d'en Bosch (Valls) · Vegeu més fotos d'aquest monument · Carregueu una nova foto d'aquest monument |
| Molí de la Granja                                                  | BCIL 2021    | Obra popular XII-XIX               | Valls Esquerra riu Francolí, Martinenquera                     | 41° 17′ 12″ N, 1° 12′ 42″ E / 41.28679°N,1.21164°E   | IPA-14714     | Carregueu una nova foto d'aquest monument                                                                          |
| Molí del Mig                                                       | BCIL 2021    | Obra popular XIII, XX              | Valls Dreta de la Xamora                                       | 41° 16′ 45″ N, 1° 14′ 42″ E / 41.27905°N,1.24506°E   | IPA-14715     | Molí del Mig (Valls) · Vegeu més fotos d'aquest monument · Carregueu una nova foto d'aquest monument               |
| Molí de la Mora, Molí del Custodio                                 | BCIL 2021    | Obra popular                       | Valls Dreta de la Xamora                                       | 41° 16′ 43″ N, 1° 14′ 37″ E / 41.27867°N,1.24372°E   | IPA-14716     | Carregueu una nova foto d'aquest monument                                                                          |
| Molí Nou                                                           | BCIL 2021    | Obra popular, neoclassicisme       | Valls Esquerra riu Francolí                                    | 41° 16′ 57″ N, 1° 12′ 56″ E / 41.282581°N,1.215637°E | IPA-14717     | Carregueu una nova foto d'aquest monument                                                                          |
| Molí del Riu                                                       | BCIL 2021    | Obra popular XVI, XIX              | Valls Dreta riu Francolí, partida de la Serra                  | 41° 15′ 55″ N, 1° 13′ 17″ E / 41.26523°N,1.22129°E   | IPA-14718     | Carregueu una nova foto d'aquest monument                                                                          |
| Masia del Gat                                                      |              | Neoclassicisme XIX Final           | Valls                                                          | 41° 18′ 25″ N, 1° 13′ 57″ E / 41.30705°N,1.23255°E   | IPA-37876     | Carregueu una nova foto d'aquest monument                                                                          |
| Casa al carrer Major, 21                                           | BCIL 1988    |                                    | Valls C. Major, 21, Picamoixons                                | 41° 18′ 12″ N, 1° 12′ 06″ E / 41.30330°N,1.20165°E   | IPA-42043     | Carregueu una nova foto d'aquest monument                                                                          |
| Casa al carrer Jesús, 10                                           | BCIL 1988    | XVI, XVIII                         | Valls C. Jesús, 10, Picamoixons                                | 41° 18′ 10″ N, 1° 12′ 02″ E / 41.30273°N,1.20067°E   | IPA-42047     | Carregueu una nova foto d'aquest monument                                                                          |
| Antiga Societat Recreativa de Picamoixons, Bar Societat Recreativa | BCIL 1988    | XX                                 | Valls C. Major, 45, Picamoixons                                | 41° 18′ 09″ N, 1° 12′ 08″ E / 41.302559°N,1.202233°E | IPA-42048     | Carregueu una nova foto d'aquest monument                                                                          |
| Ca l'Anton                                                         | BCIL 1988    | Obra popular XIV, XIX              | Valls C. de la Font, 4, Fontscaldes                            | 41° 19′ 56″ N, 1° 13′ 57″ E / 41.332295°N,1.232635°E | IPA-42050     | Carregueu una nova foto d'aquest monument                                                                          |
| Cal Ganxo                                                          | BCIL 1988    | Obra popular XVI, XIX              | Valls C. de l'Església, 13, Masmolets                          | 41° 18′ 59″ N, 1° 14′ 13″ E / 41.316309°N,1.237052°E | IPA-42054     | Carregueu una nova foto d'aquest monument                                                                          |
| Masies dels Boscos                                                 |              | XIX-XX                             | Valls Camí dels Boscos                                         | 41° 18′ 54″ N, 1° 13′ 46″ E / 41.314864°N,1.229470°E | IPA-42056     | Carregueu una nova foto d'aquest monument                                                                          |
| Forn romà de Fontscaldes, Forn ibèric de Fontscaldes               | BCIL 2005    | Romà                               | Valls Fontscaldes                                              | 41° 20′ 04″ N, 1° 14′ 08″ E / 41.33435°N,1.23543°E   | IPA-52842     | Carregueu una nova foto d'aquest monument                                                                          |
| Adoberia medieval de la Font d'en Bosch                            | BCIL 2021    | XV, XVII                           | Valls Font d'en Bosch, partida Irles                           |                                                      | IPA-53028     | Carregueu una nova foto d'aquest monument                                                                          |
| Habitatge al carrer de la Font, 1                                  | BCIL 2021    | XIII-XIV, XVIII                    | Valls C. de la Font, 1, Fontscaldes                            | 41° 19′ 56″ N, 1° 13′ 57″ E / 41.33236°N,1.23256°E   | IPA-53040     | Carregueu una nova foto d'aquest monument                                                                          |
| Habitatge al carrer de la Font, 7                                  | BCIL 2021    | XVI, XVIII, XX                     | Valls C. de la Font, 7, Fontscaldes                            | 41° 19′ 57″ N, 1° 13′ 58″ E / 41.33253°N,1.23271°E   | IPA-53041     | Carregueu una nova foto d'aquest monument                                                                          |
| Conjunt colonial de Fontscaldes                                    | BCIL 2021    | XIX-XX                             | Valls C. Major, 2-8, Fontscaldes                               | 41° 19′ 59″ N, 1° 13′ 54″ E / 41.33296°N,1.23171°E   | IPA-53043     | Carregueu una nova foto d'aquest monument                                                                          |
| Casal Social                                                       | BCIL 2021    | XX                                 | Valls C. Major, 10, Fontscaldes                                | 41° 19′ 58″ N, 1° 13′ 54″ E / 41.33283°N,1.23161°E   | IPA-53044     | Carregueu una nova foto d'aquest monument                                                                          |
| Habitatge a la plaça de la Font, 5                                 | BCIL 2021    | Eclecticisme XX                    | Valls Pl. de la Font, 5, Picamoixons                           | 41° 18′ 11″ N, 1° 12′ 05″ E / 41.30300°N,1.20137°E   | IPA-53046     | Carregueu una nova foto d'aquest monument                                                                          |
| Mas Castellet                                                      | BCIL 2021    | XVIII-XIX                          | Valls Partida Coll de les Moles, 4, Picamoixons                | 41° 18′ 31″ N, 1° 11′ 40″ E / 41.3086°N,1.1945°E     | IPA-53047     | Carregueu una nova foto d'aquest monument                                                                          |
| Dipòsit d'aigua i habitatge                                        | BCIL 2021    | Noucentisme XX                     | Valls C. Sant Josep, 1, Picamoixons                            | 41° 18′ 10″ N, 1° 12′ 07″ E / 41.30264°N,1.20195°E   | IPA-53048     | Carregueu una nova foto d'aquest monument                                                                          |
| Font Vella de Picamoixons                                          | BCIL 2021    | XX                                 | Valls C. de la Font, Picamoixons                               |                                                      | IPA-53049     | Carregueu una nova foto d'aquest monument                                                                          |
| Ermita de Sant Jeroni                                              | BCIL 2021    | XIII, XVI                          | Valls Partida la Vila                                          |                                                      | IPA-53050     | Carregueu una nova foto d'aquest monument                                                                          |
| Mas de Puató, Mas del Poetó                                        | BCIL 2021    |                                    | Valls Partida Alzinarets                                       | 41° 18′ 39″ N, 1° 12′ 05″ E / 41.31081°N,1.20138°E   | IPA-53051     | Carregueu una nova foto d'aquest monument                                                                          |
| Mas modernista amb mirador                                         | BCIL 2021    | Modernisme, noucentisme XX         | Valls Partida Alzinarets                                       |                                                      | IPA-53053     | Carregueu una nova foto d'aquest monument                                                                          |
| Masia de Sarri                                                     | BCIL 2021    | XIX-XX                             | Valls                                                          | 41° 17′ 07″ N, 1° 15′ 50″ E / 41.28521°N,1.26396°E   | IPA-53054     | Carregueu una nova foto d'aquest monument                                                                          |
| Masia de Cal Fideuer, Masia Girona                                 | BCIL 2021    | XIX                                | Valls Partida Baiona                                           | 41° 17′ 08″ N, 1° 15′ 53″ E / 41.28550°N,1.26460°E   | IPA-53055     | Carregueu una nova foto d'aquest monument                                                                          |
| Masia els Quatre Vents                                             | BCIL 2021    | XVIII                              | Valls El Fornas                                                | 41° 17′ 02″ N, 1° 15′ 29″ E / 41.28388°N,1.25815°E   | IPA-53056     | Carregueu una nova foto d'aquest monument                                                                          |
| Hort de la Bandereta                                               | BCIL 2021    | XVIII-XIX                          | Valls Rec de Cavalleria                                        | 41° 17′ 04″ N, 1° 15′ 09″ E / 41.28437°N,1.25260°E   | IPA-53057     | Carregueu una nova foto d'aquest monument                                                                          |
| Masia Gai                                                          | BCIL 2021    | XIX-XX                             | Valls Ruanes                                                   | 41° 16′ 45″ N, 1° 15′ 54″ E / 41.27924°N,1.26505°E   | IPA-53058     | Carregueu una nova foto d'aquest monument                                                                          |
| Masia de Rull                                                      | BCIL 2021    | XIX-XX                             | Valls Plana de Vallmoll                                        | 41° 16′ 27″ N, 1° 14′ 54″ E / 41.27403°N,1.24825°E   | IPA-53059     | Carregueu una nova foto d'aquest monument                                                                          |
| Masia de l'Esquilatxe                                              | BCIL 2021    | XIX                                | Valls Partida Freixa                                           | 41° 16′ 19″ N, 1° 13′ 18″ E / 41.27208°N,1.22177°E   | IPA-53060     | Carregueu una nova foto d'aquest monument                                                                          |
| Masia d'origen medieval                                            | BCIL 2021    | XIV-XX                             | Valls Ctra. d'Alcover                                          |                                                      | IPA-53062     | Carregueu una nova foto d'aquest monument                                                                          |
| Mas Barrotes                                                       | BCIL 2021    | XVIII                              | Valls Partida la Serra                                         |                                                      | IPA-53063     | Carregueu una nova foto d'aquest monument                                                                          |
| Masia Homs, Masia dels Oms                                         | BCIL 1988    | XIX-XX                             | Valls Partida Plana d'en Berga                                 | 41° 18′ 19″ N, 1° 14′ 08″ E / 41.30515°N,1.23549°E   | IPA-53064     | Carregueu una nova foto d'aquest monument                                                                          |
| Masia Magriñà, Mas Magrinyà                                        | BCIL 2021    | XIX-XX                             | Valls Partida Plana d'en Berga                                 | 41° 17′ 59″ N, 1° 14′ 21″ E / 41.29975°N,1.23927°E   | IPA-53065     | Carregueu una nova foto d'aquest monument                                                                          |
| Masia Mitjaret                                                     | BCIL 2021    | Eclecticisme XIX-XX                | Valls Partida Plana d'en Berga                                 |                                                      | IPA-53066     | Carregueu una nova foto d'aquest monument                                                                          |
| Antiga Masia Rodon                                                 | BCIL 2021    | XX                                 | Valls Partida el Bosc                                          | 41° 17′ 51″ N, 1° 14′ 21″ E / 41.29752°N,1.23928°E   | IPA-53067     | Carregueu una nova foto d'aquest monument                                                                          |
| Masia dels Pins                                                    | BCIL 2021    | XIX-XX                             | Valls Ctra. de Montblanc                                       | 41° 17′ 32″ N, 1° 13′ 33″ E / 41.29232°N,1.22595°E   | IPA-53068     | Carregueu una nova foto d'aquest monument                                                                          |
| Masia del Gallardo, Masia Català                                   | BCIL 2021    | XIX                                | Valls Plana d'en Berga                                         | 41° 18′ 31″ N, 1° 14′ 11″ E / 41.30869°N,1.23636°E   | IPA-53069     | Carregueu una nova foto d'aquest monument                                                                          |
| Masia                                                              | BCIL 2021    |                                    | Valls Plana d'en Berga                                         |                                                      | IPA-53070     | Carregueu una nova foto d'aquest monument                                                                          |
| Ca la Cabalera                                                     | BCIL 2021    | XIX-XX                             | Valls Plana d'en Berga                                         | 41° 17′ 56″ N, 1° 14′ 27″ E / 41.29900°N,1.24080°E   | IPA-53071     | Carregueu una nova foto d'aquest monument                                                                          |
| Masia Selva, Masia Blasi Vallespinosa                              | BCIL 2021    | XX                                 | Valls Plana d'en Berga                                         | 41° 17′ 52″ N, 1° 14′ 27″ E / 41.29788°N,1.24086°E   | IPA-53072     | Carregueu una nova foto d'aquest monument                                                                          |
| Ca Blasi                                                           | BCIL 2021    | XX                                 | Valls Plana d'en Berga                                         | 41° 17′ 53″ N, 1° 14′ 29″ E / 41.29814°N,1.241412°E  | IPA-53073     | Carregueu una nova foto d'aquest monument                                                                          |
| Masia                                                              | BCIL 2021    | XIX-XX                             | Valls Plana d'en Berga                                         |                                                      | IPA-53074     | Carregueu una nova foto d'aquest monument                                                                          |
| Masia Reduan, Taller Busquets                                      | BCIL 2021    | XIX-XX                             | Valls Partida Plana d'en Berga                                 | 41° 17′ 09″ N, 1° 14′ 27″ E / 41.28594°N,1.24074°E   | IPA-53075     | Carregueu una nova foto d'aquest monument                                                                          |
| Molí d'Adrover, Molinet Esmolador                                  | BCIL 2021    | XIII-XVIII                         | Valls Partida Hortes, camí del Riu                             |                                                      | IPA-53080     | Carregueu una nova foto d'aquest monument                                                                          |
| Molí de Claudi                                                     | BCIL 2021    | XVIII-XIX                          | Valls                                                          |                                                      | IPA-53084     | Carregueu una nova foto d'aquest monument                                                                          |
| Molí del Cabiscol                                                  | BCIL 2021    | XIV-XVIII                          | Valls Partida el Bosc                                          |                                                      | IPA-53085     | Carregueu una nova foto d'aquest monument                                                                          |
| Canal de rec                                                       | BCIL 2021    | XVIII-XIX                          | Valls Ctra. Barcelona, Edifici Kursaal                         |                                                      | IPA-53086     | Carregueu una nova foto d'aquest monument                                                                          |
| Ponts i murs de contenció de la carretera vella de Montblanc       | BCIL 1988    | XVIII-XIX                          | Valls Carretera Vella - Coll Vell                              | 41° 19′ 26″ N, 1° 13′ 45″ E / 41.32397°N,1.22919°E   | IPA-53088     | Carregueu una nova foto d'aquest monument                                                                          |
| Font de la Mineta                                                  | BCIL 1988    | XIX                                | Valls Ctra. de Montblanc a l'alçada de Masmolets               | 41° 18′ 57″ N, 1° 13′ 56″ E / 41.3159°N,1.2322°E     | IPA-53089     | Carregueu una nova foto d'aquest monument                                                                          |
| Font de Sant Bernat                                                | BCIL 1988    |                                    | Valls Granja Doldellops                                        | 41° 17′ 11″ N, 1° 13′ 18″ E / 41.2863°N,1.2217°E     | IPA-53090     | Carregueu una nova foto d'aquest monument                                                                          |

El pont de Goi és entre els municipis de Valls i Alcover (vegeu també la llista de monuments d'Alcover).